# アンドレ・シトロエン
アンドレ＝ギュスターヴ・シトロエン（フランス語: André-Gustave Citroën , 1878年2月5日 - 1935年7月3日）は、ユダヤ系フランス人の実業家。フランスの自動車会社、シトロエンの創業者である。

## 経歴
1878年2月2日にポルトガルから移住したユダヤ系オランダ人のダイヤモンド商、レーヴィ・シトルーン（Levie Citroen ）とポーランド・ワルシャワ出身で同じユダヤ系（東欧系ユダヤ人）のマズラ・クラインマン（Mazra Kleinmann ）との間の5人目の子供として生まれた。1873年にシトルーン一家は、アムステルダムからパリに移り住み、苗字をフランス語風の「シトロエン」に変えた。
リセ・コンドルセを卒業後、1900年にエコール・ポリテクニークを卒業するが、学業成績は芳しくなかったという。
第一次世界大戦中はフランス軍の技術将校となるが、中途で兵器生産に転じ、砲弾をはじめとする武器を流れ作業方式で大量生産したことで成功。その利益で自動車業界に参入し、1919年にシトロエン自動車会社を設立する。
同社は大衆車の大量生産で急激に業績を伸ばし、1930年代初期にはフランス第1位、世界第4位の自動車会社になるほどの成功を収めたが、急激な事業拡張が祟って1934年に経営破綻に陥り、タイヤメーカーのミシュランの資本を受けることになった。経営から退いたアンドレ・シトロエンは1935年失意のうちに胃癌で死去した。

## 人物
私生活ではギャンブル好きで知られ、大胆な事業拡張もその性格が影響していた。作曲家モーリス・ラヴェルとは親しい間柄だった。

シトロエンはモータースポーツを毛嫌いしていた。

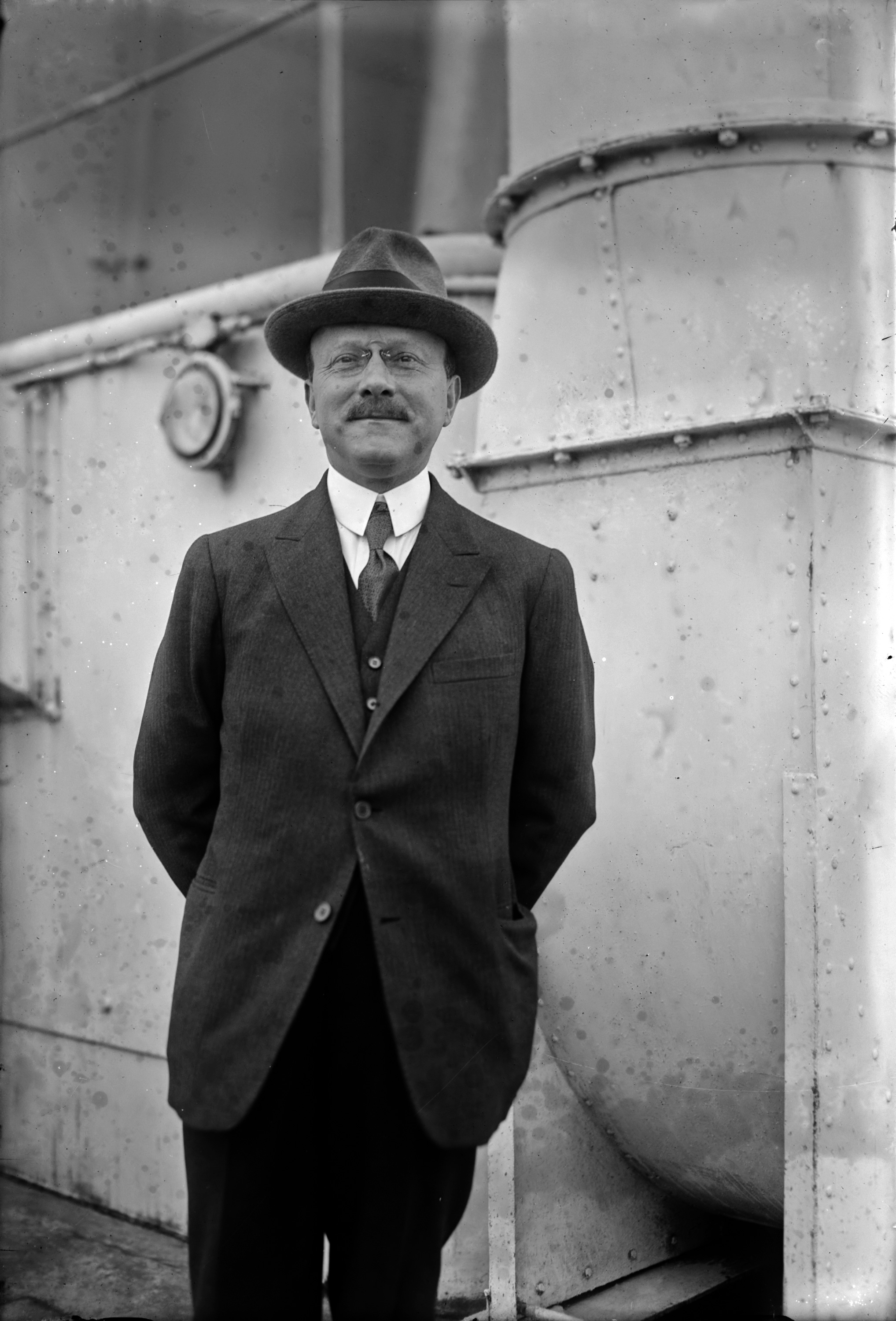
アンドレ・シトロエン